# 253年
| 千纪： | 1千纪                                                                                           |
| 世纪： | 2世纪 \| 3世纪 \| 4世纪                                                                         |
| 年代： | 220年代 \| 230年代 \| 240年代 \| 250年代 \| 260年代 \| 270年代 \| 280年代                       |
| 年份： | 248年 \| 249年 \| 250年 \| 251年 \| 252年 \| 253年 \| 254年 \| 255年 \| 256年 \| 257年 \| 258年 |
| 纪年： | 癸酉年（鸡年）；曹魏嘉平五年；蜀汉延熙十六年；东吴建興二年                                      |

## 大事记
- 中国
  - 正月朔（蜀漢正月初一日丙寅），蜀漢大將軍費禕被郭脩在宴會上刺殺。
  - 三月，東吳太傅諸葛恪率20萬人圍攻合肥，守將張特用計死守。至7月，諸葛恪無功而還。稱為第五次合肥之戰。
  - 姜維呼應東吳的軍事行動，發起第6次北伐，率數萬人出石營，經董亭，圍南安，魏雍州刺史陈泰解圍至洛門，漢軍糧草用盡，姜維無奈退兵回漢中。
  - 十月，因諸葛恪之敗，加上不願認錯，引起吳人怨言。废帝孫亮遂與孫峻密謀刺殺諸葛恪，孫峻升為丞相大將軍，都督國內外軍事，授予符節，封富春侯。
  - 孫峻奪孫和璽綬，徙至新都，並遣使者賜死孫和，孫和正妃張氏也隨之自殺。
- 羅馬帝國
  - 皇帝加卢斯死於士兵之手。

## 各国领袖

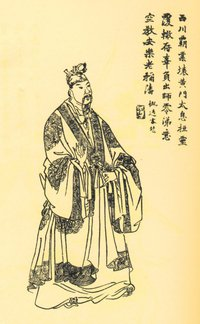
刘禅

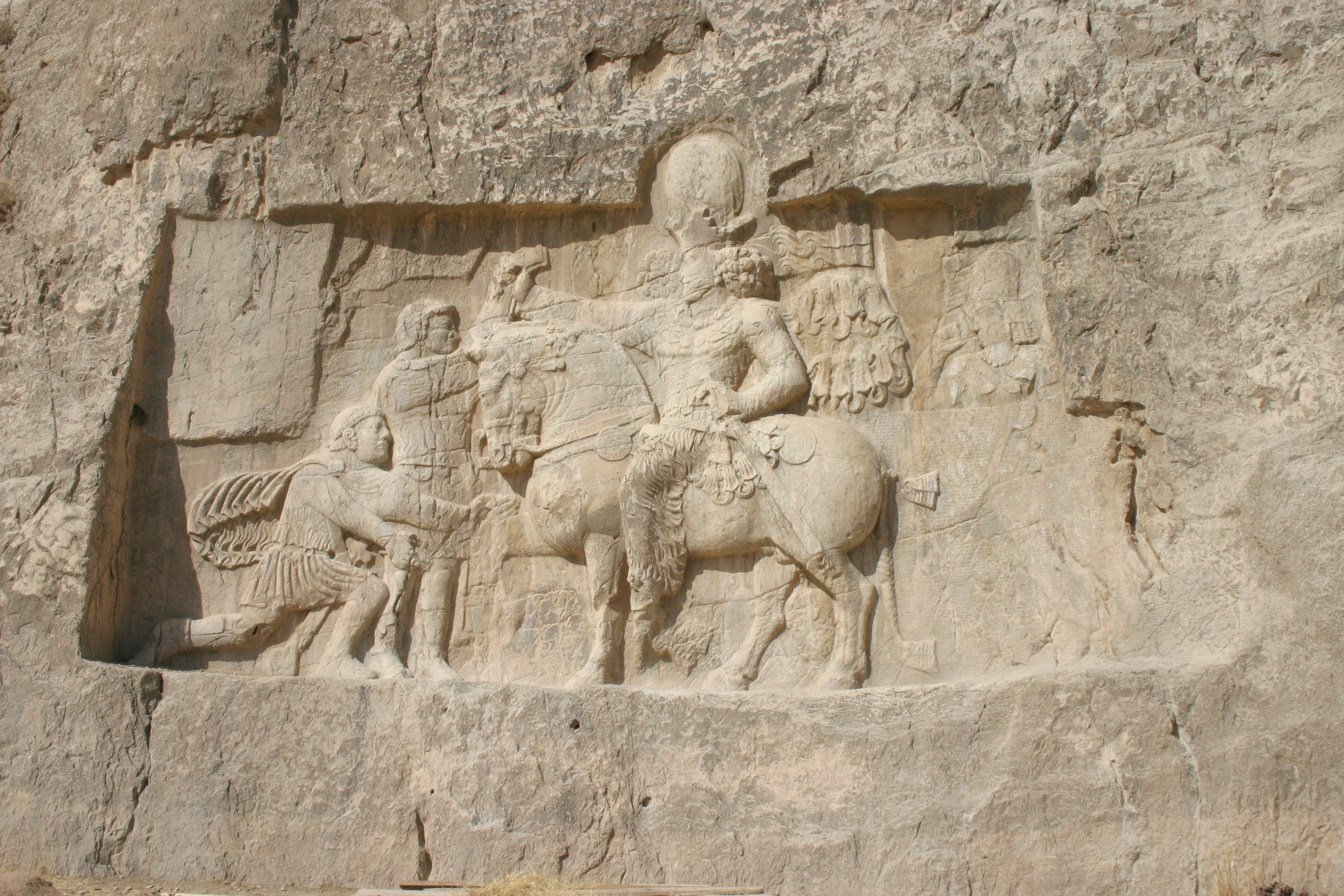
沙普尔一世

### 亞洲
- 中國（三国）
  - 蜀漢皇帝：后主刘禅（223年－263年）
  - 曹魏皇帝：魏齐王曹芳（239年－254年）
    - 曹魏大將軍、录尚书事司马师（251年－255年）

  - 孙吴皇帝：吴废帝孙亮（252年－258年）
    - 孙吴太傅诸葛恪（252年－253年）
    - 孙吴大将军孙峻（253年－256年）
- 拓跋部 - 拓跋力微, 鲜卑大人（219年－277年）
- 日本- 神功皇后（攝政，200年－270年）
- 朝鲜半岛（朝鲜三国时代）
  - 百济 - 古尔王，百济王 （234年－286年）
  - 伽耶 - 居登王，伽耶君主（199年－259年）
  - 高句丽 - 中川王，高句丽王（248年－270年）
  - 新罗 - 沾解尼師今，新罗王（247年－261年）
- 泰米尔哲罗王朝 - Ilamcheral Irumporai（241年－257年）
- 亚美尼亚- 梯里达底三世，亚美尼亚王（252年－287年）
- 伊比利亚 - 米尔达特二世，伊比利亚国王（249年－265年）
- 贵霜帝国 - 婆什色迦（英语：Vāsishka），贵霜君主（240年－265年）
- 巴克特里亞与健馱邏國- Peroz一世（250年－265年）
- 波斯萨珊王朝 - 沙普尔一世，波斯国王（241年－272年）
- 印度笈多王朝 - 室利笈多（英语：Gupta (king)），笈多国王（240年－280年）

### 欧洲
- 罗马帝国 - 
  - 加卢斯，罗马皇帝（251年－253年）

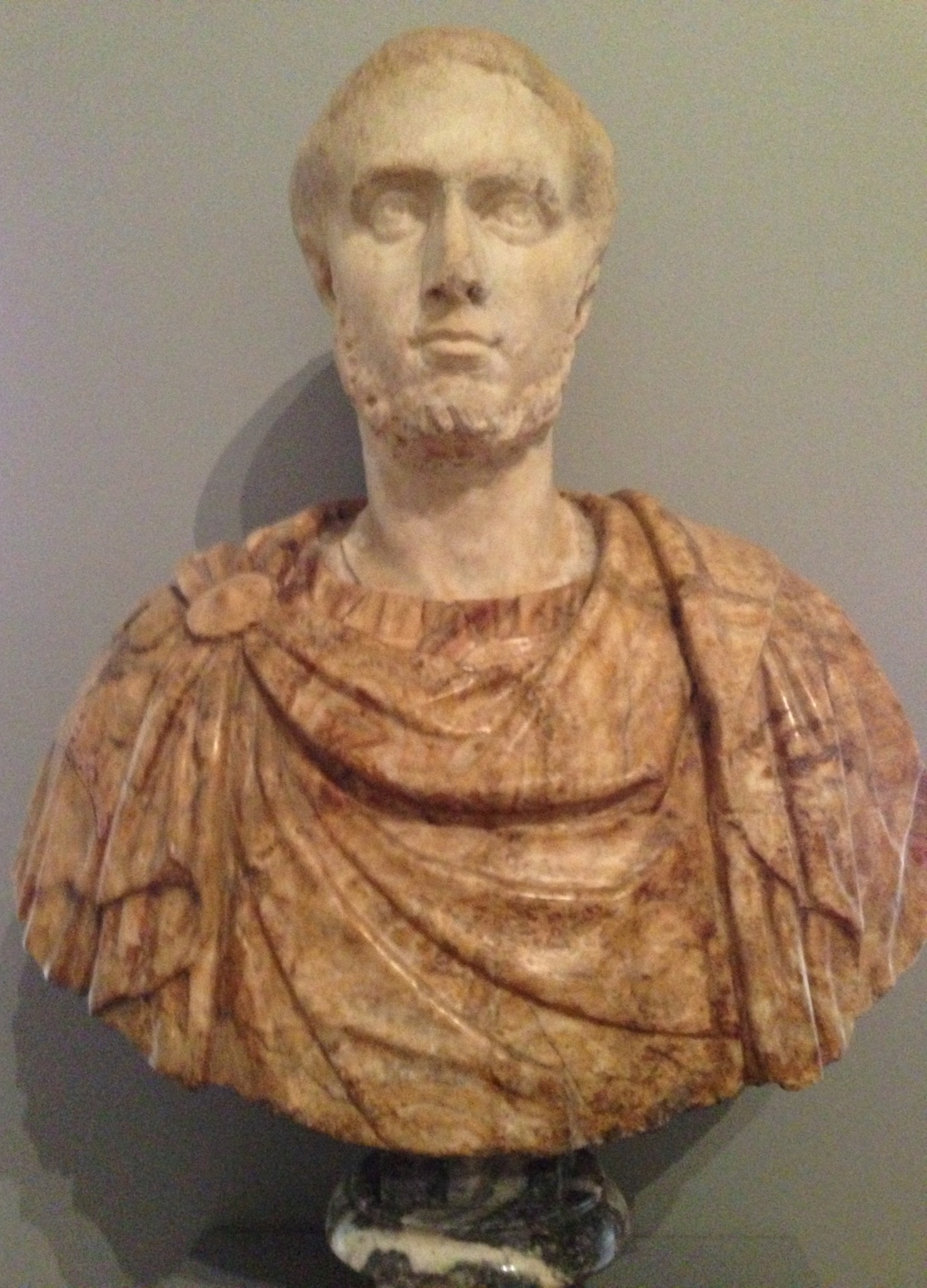
沃鲁西安努斯

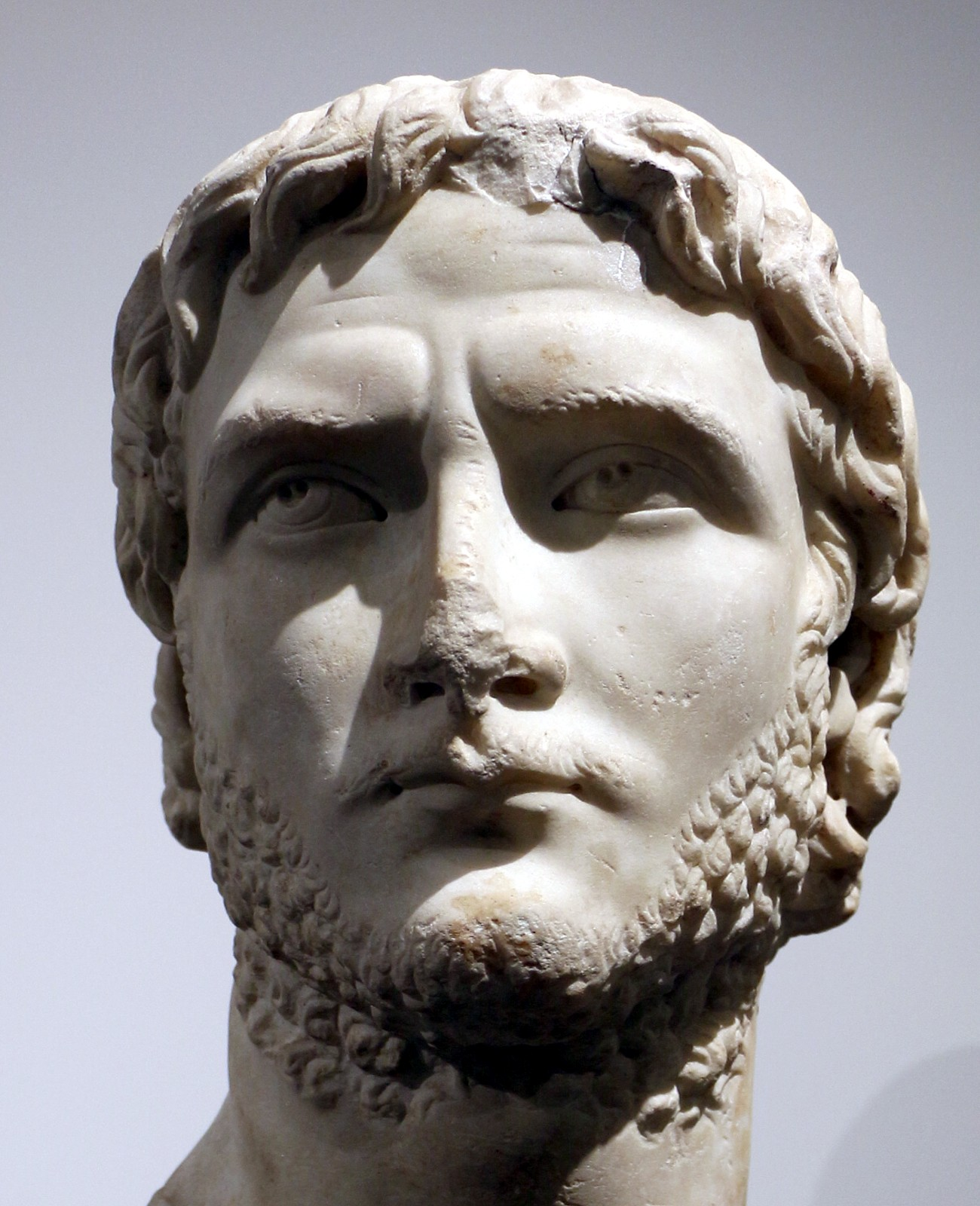
加里恩努斯

  - 沃鲁西安努斯，罗马皇帝（251年－253年）
  - 埃米利安努斯，罗马皇帝（253年）
  - 瓦勒良，罗马皇帝（东部，253年－260年）
  - 加里恩努斯，罗马皇帝（西部，253年－268年）

### 非洲
- 库施王朝 - Teqorideamani，（246年－266年）

## 出生
- 嵇紹，字延祖，譙國銍縣人（今安徽宿州），晉朝大臣，官至侍中，其父為竹林七賢之一的嵇康。

## 逝世
- 諸葛恪，東吳重要大臣（203年出生，50岁）。
- 孫和，東吳孫權的三子（224年出生，29岁）。
- 費禕，蜀漢重要大臣。
- 羅馬帝國
  - 高盧斯，羅馬皇帝。